# 井生村楼
井生村楼（いぶむらろう）は明治時代に東京浅草にあった大集会用の会場である。政治、宗教の演説会場として利用された。
1874年（明治7年）東京浅草須賀町に井生村楼という貸席が建設される。東京の演説会の会場として利用された。
1880年5月に創立された東京青年会（東京YMCA）も創立当初は頻繁に利用していた。
1880年（明治13年）8月のインド人牧師ナラヤンの「インドの過去・現在」という演説は、グイド・フルベッキと井深梶之助の通訳で大盛況を治めた。
1880年11月のクック宣教師の第2回学術講演なども開催された。
1883年(明治16年)5月に行われた第三回全国基督教信徒大親睦会の「演説」の会場として使用された。
1887年（明治20年）9月には旧自由党と立憲改進党合同の「大同団結大会」が開かれた。